# Louise de Gonzague Pelletier
Louise de Gonzague Pelletier (née le 17 mai 1939 à Montmagny, Québec) est une écrivaine canadienne.

## Biographie
Louise de Gonzague Pelletier a obtenu un baccalauréat en pédagogie de l’Université Laval, une licence en orientation de l’Université de Montréal et un diplôme en psychothérapie de l’Institut de Gestalt québécois. Par la suite, elle fut conseillère en orientation au Collège Édouard-Montpetit. Elle a écrit une quinzaine de livres (romans, poésie, récits) et a collaboré à autant de collectifs, d'anthologies et de revues parus dans plusieurs pays. Des extraits de ses œuvres ont d'ailleurs été traduits en anglais, espagnol, portugais, chinois et arabe. Intéressée à aider d’autres écrivain(e)s, elle anime aussi des ateliers d’écriture.

## Prix et distinctions
- Prix Octave-Crémazie 1980 (prix de la relève en poésie).